# The Umbrella Academy
The Umbrella Academy ist eine US-amerikanische Superhelden-Fernsehserie, die auf der gleichnamigen durch Dark Horse Comics veröffentlichten Comicreihe von Gerard Way und Gabriel Bá basiert. Actionreich umgesetzt und mit viel schwarzem Humor wendet die Serie sich dabei an ein erwachsenes Publikum, nicht zuletzt wegen der psychisch labilen Figuren, aus denen „die verzweifelte, gestaute Wut angeknackster Seelen quillt“, wie eine Rezension feststellte.
Die erste Staffel wurde am 15. Februar 2019 auf Netflix veröffentlicht. Sie umfasst zehn Folgen mit einer Episodendauer von jeweils 45–60 Minuten. Im April 2019 bestellte Netflix eine zweite Staffel, die ebenfalls zehn Folgen umfasst. Sie feierte am 31. Juli 2020 bei Netflix Premiere. Im November 2020 wurde die Serie um eine dritte Staffel verlängert, die am 22. Juni 2022 erschien. Eine vierte und letzte Staffel wurde am 8. August 2024 veröffentlicht.

## Handlung
Am 1. Oktober 1989 wurden unter mysteriösen Umständen 43 Kinder geboren: Ihre Mütter waren am Morgen dieses Tages noch nicht schwanger. Sir Reginald Hargreeves, ein exzentrischer Milliardär, machte es sich zur Aufgabe, so viele dieser Kinder wie möglich aufzuspüren, weil er ihr außergewöhnliches Potenzial erkannte, das sich letztendlich in Superkräften manifestierte. Es gelang ihm, sieben Kinder zu adoptieren und sie in seiner „Umbrella Academy“ auszubilden: Luther, Diego, Allison, Klaus, Fünf, Ben und Viktor (geb. Vanya). Als Adoptivvater verhielt er sich den Kindern gegenüber kühl, was sich auch darin zeigte, dass er sie nur mit ihren Nummern ansprach. Erst ihre „Mutter“, ein weiblicher Android, den Hargreeves zu dem Zweck gebaut hat, sich um Viktor zu kümmern, gab ihnen ihre Namen. Neben der Mutter half der sprechende Hausaffe Pogo bei der Erziehung der Kinder.
Nach langer Zeit treffen sich fünf der sieben „Geschwister“ wegen der bevorstehenden Beerdigung von Reginald Hargreeves wieder. In verschiedenen Gesprächen erfährt man, dass Ben in jungen Jahren bei einer Mission gestorben ist. Nummer 5 erscheint während der Beerdigung durch ein Portal aus der Zukunft. Fünf, der aufgrund seiner Reise in die Vergangenheit den Körper eines 13-Jährigen hat, aber im Geiste über 50 Jahre alt ist, hält die Beerdigungszeremonie mit seiner Familie ab und teilt ihnen anschließend eine schlechte Nachricht mit. Als er in die Zukunft sprang, fand er sich auf einer völlig zerstörten Erdoberfläche wieder. Diese Nachricht einer bevorstehenden Apokalypse veranlasst die Mitglieder der Umbrella Academy einen Versuch zu unternehmen, diese zu verhindern. In der Zwischenzeit sieht man die verschiedenen Herangehensweisen und alltäglichen Herausforderungen der Protagonisten. Auch ihre persönlichen Probleme und die Schwierigkeiten, mit denen sie im privaten zu kämpfen haben, werden mit der Zeit immer deutlicher.

## Figuren
Sir Reginald Hargreeves: Ein exzentrischer Milliardär mit mysteriöser Vergangenheit, der die Kinder ihren Müttern praktisch abkauft. Er ahnt, dass sie außergewöhnliche Fähigkeiten besitzen, und trainiert sie zu Superhelden. Sein Verhältnis zu ihnen ist ausgesprochen kalt und schroff. Er beging Selbstmord, um die Kinder, die sich als Erwachsene mittlerweile von ihm abgewandt und auch voneinander entfremdet haben, wieder zusammenzubringen, weil er glaubte, dass sie nur als Team die kommende Apokalypse verhindern können.
In Staffel 2, in welcher die Umbrella Academy Geschwister im Vorfeld des Kennedy-Attentats von 1963 in Dallas landen und erneut das Ende der Welt verhindern müssen, begegnen sie auch hier ihrem Adoptivvater Sir Reginald Hargreeves. In dieser Phase  zeigt er sich sehr enttäuscht von den „außergewöhnlichen Kindern“, die er einst adoptiert hatte.
Als die Umbrella Geschwister in Staffel 3 zurück ins Jahr 2019 gelangen, hat ihr Adoptivvater sechs andere Kinder adoptiert und sie zusammen mit Ben als siebenköpfige Sparrow Academy ausgebildet. In dieser Version des Jahres 2019 hat die Umbrella Academy nie existiert.
Allerdings haben die Umbrella Geschwister in Staffel 3 es nicht nur mit dem „Weltuntergang“ zu tun, sondern mit der totalen Zerstörung des gesamten Universums.
Denn durch ihre Reise zurück in das Jahr 2019 wurde auf „mysteriöse Weise“, das „Großvaterparadoxon“ ausgelöst.
Luther/Nummer 1: Der Anführer des früheren Teams mit übermenschlichen Körperkräften. Er ist der Einzige, der nach der Flucht der anderen noch bei Hargreeves bleibt, bis er in einem Kampf so schwer verletzt wird, dass sein Vater ihn durch eine Bluttransfusion rettet. Der Spender ist der Schimpanse Pogo, Hargreeves Assistent, und Luther mutiert zu einer Art Affenmensch-Hulk. Infolge dieser Entscheidung schickt Hargreeves ihn zum Mond, wo er vier Jahre lang allein ausharrt. Nach dessen Tod muss Luther erkennen, dass diese Reise keinesfalls wissenschaftlichen Erkenntnissen diente, sondern sein Vater ihn lediglich so weit wegschicken wollte wie möglich, weil er seinen Anblick nicht ertragen konnte. Er war in seiner Jugend in Allison verliebt, hatte aber noch nie eine Freundin. Er ist der erste, der den Tod von Hargreeves hinterfragt und ein Verbrechen vermutet.
Diego/Nummer 2: Der zynische Diego ist ein ausgezeichneter Kämpfer. Er kann kleine metallische Gegenstände wie Wurfmesser oder Geschosse kinetisch beeinflussen und umlenken. Während alle anderen Mitglieder der Umbrella Academy sich von der Verbrechensbekämpfung abgewandt haben, geht er weiterhin jede Nacht auf Patrouille. Seine Narben zeugen von vielen Kämpfen. Ihn verbindet eine frühere Beziehung mit Detective Eudora Patch, die von seinen Aktivitäten als gesetzloser Vigilant nicht begeistert ist.
Allison/Nummer 3: Sie besitzt die Kraft, Menschen mit ihrer Stimme zu hypnotisieren, indem sie die Worte „Ich habe das Gerücht gehört…“ ihren Befehlen voraus schickt. Weil sie diese Fähigkeit auch bei ihrer Tochter eingesetzt hat, ließ sich ihr Mann von ihr scheiden und sie verlor das Sorgerecht. Sie ist ein berühmter Filmstar, wobei zweifelhaft ist, ob sie jede ihrer Rollen mit ehrlichen Mitteln bekommen hat.
Klaus/Nummer 4: Klaus kann mit Toten sprechen, aber weil ihn diese Fähigkeit als Kind immer völlig verängstigt hat, betäubt er sich selbst mit Drogen, um seine Kräfte zu blockieren. Trotzdem ist Ben, sein toter Bruder, sein ständiger Begleiter, was er vor seinen anderen Geschwistern jahrelang geheim hält. Später versucht er, seine Kraft zu akzeptieren und clean zu werden und findet dadurch heraus, dass in ihm eine weitere verborgene Macht schlummert, mit der er Tote zum Leben erweckt, beziehungsweise sie als Hologramm auf die Erde zurück projiziert. Die Hologramm-Toten können wie Menschen alles tun. Außerdem ist Klaus praktisch unsterblich. Er kann zwar wie jeder Mensch schwer verletzt und auch getötet werden, erwacht aber (nach gezieltem Training, sprich, vielen absichtlichen Toden, immer schneller) nach kurzer Zeit wieder und seine Verletzungen heilen dann sofort vollständig aus.
Fünf/Nummer 5: Bei ihm handelt es sich um einen Teleporter, der urplötzlich verschwinden und an einem anderen Ort wieder auftauchen kann. Als Dreizehnjähriger streitet er sich mit Hargreeves, der ihm nicht erlauben will, außer durch den Raum auch durch die Zeit zu springen. Er tut es dennoch und bleibt in einer postapokalyptischen Zukunft hängen, in der er 45 Jahre verbringt. Nachdem ihn die Kommission – eine Organisation zur Überwachung des Zeitstroms – anheuert und er für sie viele Aufträge erfolgreich erfüllt hat, reist er gegen den Willen seiner Chefin zurück, um die Apokalypse zu verhindern, und trifft auf seine inzwischen erwachsenen Geschwister. Obwohl er eigentlich schon ein 58-jähriger Mann ist, erscheint er in der Gegenwart wieder in der Gestalt eines Jungen.
Ben/Nummer 6: Ben besaß die Fähigkeit, dämonische Tentakel aus einer anderen Dimension durch seine Brust wachsen zu lassen, die all seine Gegner ausschalten konnten. Er starb bei einem Einsatz unter bisher ungeklärten Umständen. Er taucht als Geist auf, der nur von Klaus wahrgenommen werden kann. In der alternativen Zeitlinie in Staffel drei kam er nicht ums Leben, da der Einsatz nie stattfand, und Hargreaves ihn nie als Erwachsenen kennenlernte und seine Geburt somit nicht verhinderte (ein Paradoxon, da er ihn ja nicht kennenlernen konnte, weil er verstorben war), entwickelte jedoch einen arroganten und unfreundlichen Charakter als Mitglied der Sparrow Academy.
Viktor (geb. als Vanya)/Nummer 7: Er denkt jahrelang, dass er der einzige von Hargreeves Adoptivkindern ist, der keinerlei besondere Fähigkeit besitzt. Infolge seiner Kindheit, die von Zurückweisung und Lieblosigkeit geprägt ist, nimmt er täglich Medikamente, um seine Nerven zu beruhigen. Er ist ein virtuoser Geiger und entdeckt im Laufe der Serie, dass er ebenfalls Superkräfte besitzt. Er hat nämlich die Fähigkeit, Geräusche in mächtige Energiewellen umzuwandeln. Er ist transgender und lebt ab Staffel 3 als Viktor.
Pogo: Der Schimpanse Pogo wird von Hargreeves aus einem Labor gerettet und hat durch ihn Intelligenz auf menschlichem Niveau erworben. Er ist Hargreeves Assistent und leitet den Haushalt an der Umbrella Academy. Pogo hilft bei der Erziehung der sieben Kinder, die Reginald Hargreeves im Jahr 1989 adoptiert.
Grace: Grace hat sich im Alltag um die sieben Kinder gekümmert, als alle noch zu Hause lebten. Frustriert darüber, wie viele Kindermädchen Viktor im Laufe der Zeit tötete, konstruierte Hargreeves diese „Ersatzmutter“, eine unzerstörbare Roboter-Version seiner ehemaligen Geliebten Grace, die sogar bedingt zu Gefühlen fähig ist.

## Besetzung und Synchronisation
Die deutschsprachige Synchronisation wird bei der RRP Media nach Dialogbüchern von Jan Fabian Krüger unter der Dialogregie von Rainer Fritzsche erstellt.

### Hauptbesetzung
| Rolle                                              | Darsteller         | Hauptrolle | Nebenrolle            | Synchronsprecher                                               |
| -------------------------------------------------- | ------------------ | ---------- | --------------------- | -------------------------------------------------------------- |
| Viktor Hargreeves (geb. als Vanya) / Nummer Sieben | Elliot Page        | 1.01–4.06  |                       | Anne Helm (Staffel 1–2) Jasper Domanowski (ab Staffel 3)       |
| Luther Hargreeves / Nummer Eins                    | Tom Hopper         | 1.01–4.06  |                       | Nico Sablik                                                    |
| Diego Hargreeves / Nummer Zwei                     | David Castañeda    | 1.01–4.06  |                       | Fabian Oscar Wien                                              |
| Allison Hargreeves / Nummer Drei                   | Emmy Raver-Lampman | 1.01–4.06  |                       | Dascha Lehmann                                                 |
| Klaus Hargreeves / Nummer Vier                     | Robert Sheehan     | 1.01–4.06  |                       | Julius Jellinek                                                |
| Fünf Hargreeves / Nummer Fünf                      | Aidan Gallagher    | 1.01–4.06  |                       | Vincent Borko                                                  |
| Sir Reginald Hargreeves                            | Colm Feore         | 1.01–4.06  |                       | Axel Lutter                                                    |
| Phinneus Pogo                                      | Adam Godley        | 1.01–3.10  | 4.04                  | Hans-Jürgen Dittberner (Staffel 1) Uwe Büschken (ab Staffel 2) |
| Cha-Cha                                            | Mary J. Blige      | 1.02–1.10  |                       | Martina Treger                                                 |
| Hazel                                              | Cameron Britton    | 1.02–1.10  | 2.01, 4.06            | Dennis Schmidt-Foß                                             |
| Leonard Peabody / Harold Jenkins                   | John Magaro        | 1.02–1.09  |                       | Gerrit Schmidt-Foß                                             |
| Ben / Nummer Sechs / Sparrow Nummer Zwei           | Justin H. Min      | 2.01–4.06  | 1.01–1.10             | Sebastian Kluckert                                             |
| Lila Pitts                                         | Ritu Arya          | 2.01–4.06  |                       | Magdalena Höfner                                               |
| Raymond Chestnut                                   | Yusuf Gatewood     | 2.01–2.10  | 3.05–3.06, 3.10       | Jaron Löwenberg                                                |
| Sissy Cooper                                       | Marin Ireland      | 2.01–2.10  | 3.04                  | Gundi Eberhard                                                 |
| Die Leiterin                                       | Kate Walsh         | 2.02–2.10  | 1.05–1.10, 3.07, 4.06 | Ilona Brokowski                                                |
| Sloane Hargreeves / Sparrow Nummer Fünf            | Génesis Rodríguez  | 3.01–3.10  |                       | Julia Kaufmann                                                 |
| Fei Hargreeves / Sparrow Nummer Drei               | Britne Oldford     | 3.01–3.07  |                       | Nicole Hannak                                                  |
| Jennifer                                           | Victoria Sawal     | 4.02–4.06  |                       |                                                                |
| Claire Hargreeves                                  | Millie Davis       | 4.01–4.06  |                       |                                                                |
| Dr. Gene Thibodeau                                 | Nick Offerman      | 4.01–4.06  |                       |                                                                |
| Dr. Jean Thibodeau                                 | Megan Mullally     | 4.01–4.06  |                       |                                                                |

### Nebenbesetzung
| Rolle                                     | Darsteller                              | Nebenrolle                                                   | Synchronsprecher       |
| ----------------------------------------- | --------------------------------------- | ------------------------------------------------------------ | ---------------------- |
| Agnes Rofa                                | Sheila McCarthy                         | 1.01–1.02, 1.04–1.10, 4.06                                   | Denise Gorzelanny      |
| Grace Hargreeves / Mom                    | Jordan Claire Robbins                   | 1.01, 1.03–1.10, 2.04–2.06, 2.08, 3.01–3.03, 3.05–3.07, 4.06 | Sabine Mazay           |
| Detective Eudora Patch                    | Ashley Madekwe                          | 1.02–1.04                                                    | Maria Koschny          |
| Detective Chuck Beaman                    | Rainbow Sun Francks                     | 1.02, 1.04, 1.07–1.08, 1.10                                  | Felix Spieß            |
| Dirigent                                  | Peter Outerbridge                       | 1.03, 1.05                                                   | Christian Gaul         |
| Dave Katz                                 | Cody Ray Thompson Calem McDonald (jung) | 1.05–1.07 2.03–2.06, 2.10                                    | Marc Bluhm Marcel Mann |
| Herb                                      | Ken Hall                                | 1.06, 2.02, 2.07–2.10, 3.04, 3.07, 4.06                      | Michael Pan            |
| Dot                                       | Patrice Goodman                         | 1.06, 2.02, 2.08, 2.10, 3.07                                 | Sarah Riedel           |
| Sgt. Dale Chedder                         | Matt Biedel                             | 1.08                                                         | Tobias Nath            |
| Elliott                                   | Kevin Rankin                            | 2.01–2.08                                                    | Rainer Fritzsche       |
| Axel                                      | Kris Holden-Ried                        | 2.01–2.10, 4.06                                              | Hans-Eckart Eckhardt   |
| Jack Ruby                                 | John Kapelos                            | 2.01–2.04                                                    | Erich Räuker           |
| Carl Cooper                               | Stephen Bogaert                         | 2.01–2.09                                                    | Frank Röth             |
| Odessa                                    | Raven Dauda                             | 2.01, 2.03–2.04, 2.06                                        | Almut Zydra            |
| Miles                                     | Dewshane Williams                       | 2.01, 2.03–2.04, 2.06                                        | Peter Lontzek          |
| Otto                                      | Jason Bryden                            | 2.01–2.08, 4.06                                              |                        |
| Oscar                                     | Tom Sinclair                            | 2.01–2.05, 4.06                                              |                        |
| Harlan Cooper                             | Justin Paul Kelly                       | 2.01–2.10, 3.04                                              | Juri Meusel            |
| Keechie                                   | Dov Tiefenbach                          | 2.02–2.10                                                    | Oliver Rohrbeck        |
| A.J. Carmichael                           | Robin Atkin Downes                      | 2.02, 2.07                                                   | Frank Schaff           |
| Jill                                      | Mouna Traoré                            | 2.03, 2.05–2.07                                              | Giuliana Jakobeit      |
| Marcus Hargreeves / Sparrow Nummer Eins   | Justin Cornwell                         | 3.01, 3.06                                                   | Florian Clyde          |
| Alphonso Hargreeves / Sparrow Nummer Vier | Jake Epstein                            | 3.01–3.03, 3.06                                              | Amadeus Strobl         |
| Jayme Hargreeves / Sparrow Nummer Sechs   | Cazzie David                            | 3.01–3.03, 3.06                                              | Ronja Peters           |
| Stan                                      | Javon Walton                            | 3.01–3.07                                                    | Theodor Genschow       |
| Chad                                      | Julian Richings                         | 3.01–3.05, 3.08–3.09                                         | Bernd Vollbrecht       |
| Lester Pocket alias Harlan Cooper         | Callum Keith Rennie                     | 3.01–3.06                                                    | Lutz Mackensy          |
| Sy Grossman                               | David Cross                             | 4.01, 4.03–4.05                                              |                        |

## Episodenliste

### Staffel 1
| Nr. (ges.) | Nr. (St.) | Deutscher Titel                                   | Originaltitel                                   | Regie            | Drehbuch                               |
| --- | --------- | ------------------------------------------------- | ----------------------------------------------- | ---------------- | -------------------------------------- |
| 1 | 1         | Wir sehen uns nur bei Hochzeiten und Beerdigungen | We Only See Each Other at Weddings and Funerals | Peter Hoar       | Jeremy Slater                          |
| Im Jahr 1989 bringen dreiundvierzig Frauen gleichzeitig Kinder zur Welt, obwohl sie zuvor keine Anzeichen einer Schwangerschaft zeigten. Sieben der Kinder werden von dem exzentrischen Milliardär Sir Reginald Hargreeves gefunden und adoptiert, der sie als Superheldenteam aufzieht. Hargreeves nennt die Kinder nach Nummern, eins bis sieben, aber die Hausandroidin Grace gibt ihnen richtige Namen. Jahre später sind die überlebenden Kinder erwachsen und kommen nur widerwillig zu Hargreeves' Beerdigung wieder zusammen. Das Monokel, das er immer trug, wird nach seinem Tod vermisst, was Luther (Nummer Eins) vermuten lässt, dass Hargreeves nicht eines natürlichen Todes verstarb. Nummer Fünf, der 17 Jahre zuvor verschwunden war, erscheint durch ein Portal und behauptet, er sei aus der Zukunft zurückgekehrt. Er hat immer noch seinen 13-jährigen Körper, behauptet aber, er sei achtundfünfzig Jahre alt. Es kommt zu Spannungen zwischen den Geschwistern, und Diego (Nummer Zwei) gerät in einen Streit mit Luther, bei dem eine Statue ihres toten Bruders Ben (Nummer Sechs) zerstört wird. Später besucht Five einen Doughnut-Laden, als mehrere bewaffnete Männer eindringen und das Feuer eröffnen. Nachdem er die Männer getötet hat, entfernt er einen Peilsender, der in seinem Arm steckt. Es stellt sich heraus, dass Diego das Monokel hat und dass Klaus (Nummer Vier) mit Bens Geist sprechen kann. Fünf warnt seine entfremdete Schwester Vanya (Nummer Sieben), dass die Welt in acht Tagen untergehen wird. |           |                                                   |                                                 |                  |                                        |
| 2 | 2         | Run Boy Run                                       | Run Boy Run                                     | Andrew Bernstein | Steve Blackman                         |
| Vanya glaubt, dass Fünf sich die Apokalypse bei seiner Zeitreise nur eingebildet hat und dass die Welt nicht wirklich untergehen wird. Die Agenten Cha-Cha und Hazel treffen in einem Motel ein und beginnen, ihre Zielperson, Nummer Fünf, zu verfolgen. Luther erfährt, dass Diego zum Zeitpunkt des Todes ihres Vaters einen Boxkampf hatte, was ihn als Verdächtigen ausschließt, und Vanya lernt ihren neuesten Geigenschüler Leonard kennen. Mit Hilfe von Klaus versucht Nummer Fünf, die Herkunft einer Augenprothese aus der Zukunft herauszufinden, denn er weiß, dass ihr Besitzer bald die Welt zerstören wird. Die Brüder erfahren jedoch, dass das Auge in der Gegenwart noch nicht hergestellt worden ist. Fünf besucht ein Kaufhaus, um „Dolores“ zu sehen, eine Schaufensterpuppe, die dreißig Jahre lang seine Begleiterin war, und wird von Cha-Cha und Hazel angegriffen, kann jedoch entkommen. Diegos ehemalige Freundin, Detective Eudora Patch, untersucht die Todesfälle im Donut-Laden, aber ihr einziger Zeuge wurde bereits von Diego verhört. Als Allison (Nummer Drei) sich alte Überwachungsvideos aus ihrer Kindheit ansieht, um sich aufzumuntern, findet sie ein beunruhigendes Video von ihrem Vater. Es wird enthüllt, dass Fünf in der apokalyptischen Zukunft seine Geschwister tot aufgefunden hat und den künstlichen Augapfel in Luthers hand gefunden hat. |           |                                                   |                                                 |                  |                                        |
| 3 | 3         | Außer gewöhnlich                                  | Extra Ordinary                                  | Andrew Bernstein | Ben Nedivi & Matt Wolpert              |
| Nachdem Allison Luther das Videoband gezeigt hat, auf dem zu sehen ist, wie Grace, die androide „Mutter“ der Geschwister, ihrem Vater scheinbar vergifteten Tee serviert, fragen die beiden ihre Mutter nach dem Vorfall. Grace behauptet, sich an nichts zu erinnern, aber die Geschwister vermuten, dass sie etwas verheimlicht. Vanja kämpft mit ihrer Geigenkunst und sie und Leonard lernen sich besser kennen. Nummer Fünf beginnt eine Observation des Herstellers der Augenprothese. Agnes, die Kellnerin im Donut-Café, beschreibt Cha-Cha und Hazel das Regenschirm-Tattoo von Nummer Fünf und führt sie zum Haus der Hargreeves. Als Luther und Allison den Rest ihrer Geschwister versammeln, um sich das Filmmaterial anzusehen, offenbart Diego, dass er Grace nach der Beerdigung das Monokel abgenommen und weggeworfen hat. Die Geschwister sind sich uneinig, ob sie Grace ausschalten sollen oder nicht. Cha-Cha und Hazel brechen in das Haus der Hargreeves ein und greifen Luther, Diego, Allison und Vanya an, fliehen aber und entführen Klaus, als die Geschwister sich wehren. Diego schaltet Grace schließlich aus, da sie von dem Kampf nichts mitbekommen hat und andere Fehlfunktionen aufweist. |           |                                                   |                                                 |                  |                                        |
| 4 | 4         | Mann auf dem Mond                                 | Man on the Moon                                 | Ellen Kuras      | Lauren Schmidt Hissrich                |
| Vor sieben Jahren schickte Hargreeves Luther auf eine Mission, bei der Letzterer schwer verletzt wird. Um sein Leben zu retten, injiziert Hargreeves Luther ein Serum, das auch seinen Körper in den eines Affen verwandelt. In der Gegenwart finden Allison und Luther die deaktivierte Grace und nehmen an, dass die Auftragskiller sie ausgeschaltet haben. Leonard und Vanya freunden sich an und verabreden sich zum Abendessen. Währenddessen foltern Cha-Cha und Hazel Klaus, um Informationen über Fünf zu erhalten. Als sie beginnen, Klaus' Drogen zu vernichten, gibt er Informationen preis, und nachdem er nüchtern geworden ist, beginnt er, ihre toten Opfer zu sehen. Fünf bedroht den Mann von Meritech, um mehr Informationen über die Augenprothese zu erhalten. Cha-Cha und Hazel, die nun von Five's Ermittlungen wissen, gehen zum Labor und setzen es in Brand. Diego und Luther finden Fünf ohnmächtig und betrunken vor. Patch geht zum Motel, um nach den beiden Auftragskillern zu suchen und befreit Klaus, wird aber von Cha-Cha getötet. Klaus entkommt mit dem Aktenkoffer durch die Lüftungsschächte. Als er die Aktentasche öffnet, reist er durch die Zeit. |           |                                                   |                                                 |                  |                                        |
| 5 | 5         | Nummer Fünf                                       | Number Five                                     | Ellen Kuras      | Bob DeLaurentis                        |
| Eine Rückblende zeigt das Leben von Nummer Fünf in der apokalyptischen Zukunft. Schließlich wird er von der Leiterin angesprochen, die eine Organisation namens Kommission vertritt. Sie bietet ihm einen Job an. Er arbeitet einige Zeit für sie, indem er Menschen in der Geschichte tötet, bis er einen Weg findet, in die Gegenwart zurückzukehren. Allison hat den Verdacht, dass Leonard etwas verheimlicht und stellt Nachforschungen an, aber Vanja weist ihre Bedenken zurück und wird wütend auf sie. Außerdem hört sie auf ihre Medikamente zu nehmen. Als sie für die Position der ersten Violinistin in ihrem Orchester vorspielt, bekommt sie ihn, aber gleichzeitig erscheint eine mysteriöse Kraft in ihr. Klaus zerstört den Aktenkoffer, nachdem er von seiner Zeitreise zurückgekehrt ist. Er hat im Vietnamkrieg gekämpft, einen nahestehenden Menschen verloren und ist schwer traumatisiert. Luther und Nummer Fünf bringen die Auftragskiller dazu, ein Treffen mit der Leiterin zu arrangieren, um dafür einen anderen Koffer zu bekommen. Sie bietet Nummer Fünf einen neuen Job an, den er unter der Bedingung annimmt, dass seine Familie überlebt. Vanya wird erste Violinistin und erzählt es Leonard. Ohne dass sie es weiß, hat er ihre Vorgängerin getötet. Pogo reaktiviert Grace und bittet sie, ein Geheimnis vor den Kindern zu bewahren. |           |                                                   |                                                 |                  |                                        |
| 6 | 6         | Der Tag, den es nicht gab                         | The Day That Wasn’t                             | Stephen Surjik   | Sneha Koorse                           |
| Der Zeitsprung von Klaus führte ihn in den Vietnamkrieg, wo er sich in einen Soldaten namens Dave verliebt, welcher dann an der Front starb. Cha-Cha erhält den Befehl, Hazel zu beseitigen, und die Leiterin bringt Fünf zum Hauptquartier der Kommission, wo er nun einem Schreibtischjob nachgehen soll. Luther informiert die Akademie über die bevorstehende Apokalypse, schafft es aber nicht, die Gruppe zum Kampf zu inspirieren. Vanya ist wütend, weil sie von dem Familientreffen ausgeschlossen wurde – sie verursacht unwissentlich einen Regensturm und verbiegt mit ihren neuen Kräften mehrere Straßenlaternen. Klaus bittet Diego, ihm beim Ausnüchtern zu helfen, da er hofft, Daves Geist zu sehen, bevor die Welt untergeht. Luther fühlt sich verraten, als er herausfindet, dass seine Mondforschung sinnlos war. Diego ist schockiert, als er entdeckt, dass Grace reaktiviert wurde. Luther und Allison gestehen sich ihre romantischen Gefühle, tanzen im Park und küssen sich. Fünf fängt den Befehl ab, einen Mann namens Harold Jenkins zu beschützen, und gibt Cha-Cha und Hazel den Auftrag, sich gegenseitig zu töten. Vanya findet das Notizbuch ihres Vaters in Leonards Haus, liest es und erfährt, dass ihr Vater von ihren Kräften wusste und sie unterdrückte. Fünf stiehlt einen zeitreisenden Aktenkoffer und flieht vor der Kommission. Er dreht mit seiner Zeitreise den gesamten Tag zurück zum Anfang der Episode und taucht beim Familientreffen auf, wo er seine Geschwister überredet die Apokalypse zu verhindern. |           |                                                   |                                                 |                  |                                        |
| 7 | 7         | Der Tag, den es gab                               | The Day That Was                                | Stephen Surjik   | Ben Nedivi & Matt Wolpert              |
| 1989 wird Harold Jenkins nach einer normalen Schwangerschaft geboren, obwohl seine Mutter während der Wehen stirbt. Harold vergöttert die Umbrella Academy und glaubt, er sei wie sie; Reginald schickt Harold weg und sagt ihm, er sei nichts Besonderes. Harold ermordet seinen missbrauchenden und alkoholkranken Vater und wird zu 12 Jahren Gefängnis verurteilt. In der Gegenwart enthüllt Fünf, dass sie Harold finden und ihn daran hindern müssen, die Apokalypse auszulösen. Diego erfährt, dass er der Hauptverdächtige für den Mord an Detective Patch ist, und Allison erkennt Harold als Leonard aus einer Polizeiakte wieder. Diego, Allison und Fünf brechen in Leonards Haus ein und entdecken zerstörte Umbrella Academy-Erinnerungsstücke, müssen ihre Suche jedoch unterbrechen, nachdem Fünf durch eine Schrapnellwunde, die er sich bei seiner Flucht aus der Kommission zuzog, ohnmächtig wird. Luther wird deprimiert, als er die Wahrheit über seine Mission zum Mond erfährt. Er geht zu einem Rave, wo er sich betrinkt. Klaus, der sich bereits Drogenentzug befindet, folgt ihm und wird bei einer Schlägerei bewusstlos geschlagen. Er sieht Reginald, der ihm sagt, dass Klaus das Potenzial seiner Kräfte nicht voll erkannt hat und dass er seinen eigenen Tod inszeniert hat, um die sechs Kinder zusammenzubringen. Hazel erhält den Befehl, Cha-Cha zu töten, setzt sie aber stattdessen außer Gefecht. Leonard und Vanya werden von einem Trio von Schlägern belästigt. Sie verprügeln Leonard, wodurch Vanyas Kräfte ausbrechen und zwei von ihnen getötet werden. Leonard erholt sich im Krankenhaus, nachdem er bei dem Vorfall sein rechtes Auge verloren hat, während Allison nach Vanya sucht und Diego verhaftet wird. |           |                                                   |                                                 |                  |                                        |
| 8 | 8         | Ich hab das Gerücht gehört                        | I Heard a Rumor                                 | Jeremy Webb      | Lauren Schmidt Hissrich & Sneha Koorse |
| Da sie Vanya nicht finden kann, begleitet Allison einen Polizeibeamten, der den Angriff auf Leonard und Vanya untersucht, unter dem Vorwand, dass sie für eine Schauspielrolle recherchiert. Als Leonard und Vanya das Krankenhaus verlassen, erfahren sie, dass der dritte Angreifer überlebt hat. Allison und der Beamte befragen den Angreifer und erfahren, dass Leonard die Schläger bezahlt hat, um ihn anzugreifen. Detective Beaman hilft Diego beim Ausbruch aus dem Gefängnis. Hazel brennt mit Agnes durch, um die Reise anzutreten, die sie immer geplant hatte. Als sie an der ersten Station ankommen, verlässt er sie, um sich um ein Problem zu kümmern, verspricht aber, wiederzukommen. Cha-Cha geht zu Agnes' Donut-Laden und findet heraus, wohin sie gehen. Leonard und Vanya gehen in den Wald, um Vanya zu trainieren, ihre Fähigkeiten zu entwickeln, die immer stärker werden, wenn sie an ihre Kindheit mit Reginald zurückdenkt. Reginald befürchtete, dass ihre Kräfte zu stark waren, also isolierte er sie und begann, sie mit Medikamenten zu behandeln, um ihre Gefühle zu stabilisieren und ihre Kräfte zu unterdrücken. Allison findet Vanya schließlich in der Hütte und gesteht, dass Reginald sie gebeten hat, ihre Kräfte einzusetzen, um Vanya davon zu überzeugen, dass sie normal ist. Im Affekt holt Vanya mit ihrem Geigenbogen aus und schneidet Allison mit ihrer Kraft die Kehle durch. Leonard bringt Vanya weg und sie lassen Allison bewusstlos und blutend zurück. Die Geschwister finden anschließend die schwer verletzte Allison. |           |                                                   |                                                 |                  |                                        |
| 9 | 9         | Veränderungen                                     | Changes                                         | Jeremy Webb      | Bob DeLaurentis & Eric W. Phillips     |
| Die junge Vanya nutzt ihre Kräfte, um mehrere Kindermädchen zu töten, bevor Reginald schließlich Grace baut. Leonard nimmt Vanya mit zu sich nach Hause, wo sie von Schuldgefühlen geplagt wird, während er sie weiter manipuliert. Allison wird von ihren Brüdern gerettet und überlebt. Allerdings ist sie nicht in der Lage zu sprechen. Klaus versucht erneut, sich zuzudröhnen, woraufhin Ben ihm einen Schlag ins Gesicht versetzt und offenbart, dass Ben dank Klaus' Kräften in der Lage war, Körperkontakt herzustellen. Bei Leonard entdeckt Vanya das Tagebuch von Reginald. Als sie Leonards Manipulation durchschaut, tötet sie ihn in einem Wutanfall. Seine Leiche wird von Vanyas Geschwistern entdeckt und Fünf ordnet das Glasauge Leonard zu. Hazel trifft in der Umbrella Academy ein, um sich freiwillig zu melden, um die Apokalypse aufzuhalten, erfährt aber von Fünf, dass es mit Jenkins' Tod erledigt ist. Hazel entlarvt Cha-Cha als den Mörder von Patch und hinterlässt ihre Waffen, um Diego zu entlasten. Hazel kehrt zu Agnes zurück, muss aber feststellen, dass Cha-Cha sie als Geisel genommen hat. Ihr Kampf wird von der Leiterin unterbrochen. Allison wacht auf und enthüllt, dass Vanya Kräfte hat. Vanya kehrt in das Haus zurück und Luther setzt sie außer Gefecht, bevor er sie in eine Isolationskammer sperrt. Die anderen protestieren, aber Luther weigert sich, sie freizulassen. Mit gebrochenem Herzen und wütend gibt Vanya ihren dunklen Kräften nach und bricht aus. |           |                                                   |                                                 |                  |                                        |
| 10 | 10        | Die weiße Geige                                   | The White Violin                                | Peter Hoar       | Steve Blackman                         |
| In der Eröffnungssequenz wird die Herkunft von „Reggie“ auf einem anderen Planeten dargestellt. In der Gegenwart zerstört Vanya die Academy und tötet Pogo, nachdem er zugegeben hat, die Wahrheit über sie zu kennen. Ben manifestiert sich körperlich und rettet Diego vor herabfallenden Trümmern. Grace wird beim Einsturz des Gebäudes zerstört. Fünf erkennt, dass Vanya die Apokalypse ist; die Geschwister treffen sich auf einer Bowlingbahn. Der Leiterin befiehlt Hazel und Cha-Cha, Vanya zu beschützen und verspricht Hazel ein Leben mit Agnes. Als er erkennt, dass dies eine Lüge ist, setzt er Cha-Cha außer Gefecht und erschießt die Leiterin. Luther ruft Claire für Allison an, die nicht sprechen kann, und sspricht Allison und ihrer Tochter neuen Mut zu. Die Truppen der Kommission stürmen die Bowlingbahn und folgen den Geschwistern zum Ikarus-Theater, wo Vanyas Konzert im Gange ist. Die Geschwister haben es nicht geschafft, sie aufzuhalten. Ben manifestiert sich durch Klaus und besiegt die Bewaffneten, aber Vanya hält die Brüder in ihrer Energie gefangen. Allison unterbricht ihre Konzentration durch das Geräusch eines Schusses. Vanyas angesammelte Energie wird in den Weltraum umgeleitet, zerschmettert den Mond und löst die Apokalypse aus. Fünf schlägt vor, dass sie alle mit ihm durch die Zeit springen, um der Apokalypse zu entgehen. Während die Welt vernichtet wird, fliehen Hazel und Agnes – und die Umbrella Academy – in die Vergangenheit, während die Welt brennt. |           |                                                   |                                                 |                  |                                        |
| Am 15. Februar 2019 wurden alle Folgen der Staffel bei Netflix veröffentlicht. |           |                                                   |                                                 |                  |                                        |

### Staffel 2
| Nr. (ges.) | Nr. (St.) | Deutscher Titel         | Originaltitel               | Regie           | Drehbuch                        |
| --- | --------- | ----------------------- | --------------------------- | --------------- | ------------------------------- |
| 11 | 1         | Zurück auf Anfang       | Right Back Where We Started | Sylvain White   | Steve Blackman                  |
| Durch den Zeitsprung mit Fünf verstreuen sich seine Geschwister zwischen Februar 1960 und Oktober 1963 in Dallas. Fünf kommt dort am 25. November 1963 an, wenige Minuten vor einem nuklearen Weltuntergang, von dem er später vermutet, dass er damit zusammenhängt, dass JFK nicht ermordet wurde. Er sieht wie seine Geschwister gegen sowjetische Soldaten kämpfen, bevor sie von Atomraketen vernichtet werden. Ein gealterter Hazel erscheint und reist mit Fünf 10 Tage in die Vergangenheit, sodass sie Zeit haben, den Weltuntergang zu verhindern., Drei schwedische Attentäter (Axel, Otto und Oscar) tauchen auf und töten Hazel, der Fünf vor seinem Tod noch eine Filmrolle zusteckt. Fünf landet im Haus eines Mannes namens Elliott, der sich bereit erklärt, ihm zu helfen. Das Leben der anderen Geschwister wird enthüllt: Luther ist Bodyguard für Jack Ruby; Diego ist Insasse einer psychiatrischen Anstalt und will die Ermordung von JFK verhindern; Allison (die wieder sprechen kann) hat einen Bürgerrechtsaktivisten namens Ray geheiratet; Klaus, immer noch in Begleitung von Ben, hat (versehentlich) eine Sekte gegründet; und Vanya, die unter Amnesie leidet, lebt bei dem Ehepaar Sissy und Carl und ist die Nanny ihres handicapten Sohnes Harlan. Nachdem er von den Schweden verfolgt wurde, flieht Diego mit Lila, einer Freundin und Mitpatientin, aus der Anstalt. Fünf findet Luther in Rubys Club und erzählt ihm von der Situation, aber Luther weigert sich, zu helfen. |           |                         |                             |                 |                                 |
| 12 | 2         | Das Frankel-Material    | The Frankel Footage         | Stephen Surjik  | Mark Goffman                    |
| Drei Monate nachdem sie von Hazel angeschossen wurde, kehrt die Leiterin zur Kommission zurück und erfährt, von ihrem Chef, einem sprechenden Fisch namens AJ, dass sie degradiert wurde, weil ihr Handeln mit der vorherigen Apokalypse zu viel Ärger verursachte. Carl ist betrunken in Jack Rubys Club – Vanya geht dorthin, um ihn abzuholen, und Luther entdeckt sie, sie erkennt ihn jedoch nicht. In Elliotts Haus sehen Fünf, Diego und Lila einen Film, den Hazel Fünf zusteckte. Diego und Fünf sehen Reginald in dem Film, wie er auf dem Dealey Plaza einen Regenschirm hält, vermutlich während der Ermordung Kennedys. Ray wird zu Unrecht verhaftet, er und Klaus freunden sich im Gefängnis an, und Klaus wird kurz darauf freigelassen. Als Allison Ray im Gefängnis besucht, bemerkt sie jemanden mit den gleichen Handtätowierungen wie Klaus. Luther kommt zu Sissys Farm und entschuldigt sich bei Vanya. Sie erinnert sich nicht an ihn, und er geht wieder. Diego und Fünf schleichen sich in Reginalds Firma, und Fünf trifft auf einen jungen Pogo, welcher ihn jedoch angreift und dann flüchtet. Diego und Reginald kämpfen, und Reginald sticht Diego nieder, bevor er davongeht. |           |                         |                             |                 |                                 |
| 13 | 3         | Das Sit-in              | The Swedish Job             | Stephen Surjik  | Jesse McKeown                   |
| Zurück in Elliotts Haus kann Lila Diego retten, und sie haben Sex. Vanya wird in der Nacht von den Schweden abgefangen. Sie jagen sie durch ein Maisfeld und schießen auf sie, aber sie nutzt ihre Kräfte, um sie aufzuhalten. Fünf findet sie am Morgen und erklärt ihr die Situation, wobei er bemerkt, dass ihre Kräfte noch immer schlummern. Allison trifft sich wieder mit Klaus, der Ben schickt, um die Polizei dazu zu bringen, Ray freizulassen. Zu Hause findet Ray Luther, der nach Allison sucht, für die er immer noch Gefühle hat. Luther geht, nachdem er herausgefunden hat, dass sie verheiratet ist. Allison nimmt an einer Sitzblockade in einem nur für Weiße zugänglichen Diner teil, die von Ray und anderen Afroamerikanern organisiert wurde. Klaus findet einen jüngeren Dave, der in einem Farbengeschäft arbeitet, und sagt Ben, dass er Dave davon abhalten will, zum Militär zu gehen, was er nach der Ermordung Kennedys getan hat. Ray geht zum Diner, wird aber zusammen mit den anderen Demonstranten verhaftet. Bevor sie mit Klaus vom Tatort flieht, setzt Allison ihre Kräfte ein, um einen Polizisten davon abzuhalten, Ray zu schlagen, der dann vor ihr davonläuft, verwirrt darüber, wer sie wirklich ist. Lila verlässt Diego und kommt in einem Hotel an, wo sich herausstellt, dass sie für die Kommission arbeitet, zusammen mit der Leiterin, ihrer Adoptivmutter. |           |                         |                             |                 |                                 |
| 14 | 4         | Die zwölf Majestäten    | The Majestic 12             | Tom Verica      | Bronwyn Garrity                 |
| 15 | 5         | Walhall                 | Valhalla                    | Tom Verica      | Robert Askins                   |
| 16 | 6         | Ein leichtes Abendessen | A Light Supper              | Ellen Kuras     | Aeryn Michelle Williams         |
| 17 | 7         | Öga for Öga             | Öga for Öga                 | Ellen Kuras     | Nikki Schiefelbein              |
| 18 | 8         | Die sieben Stadien      | The Seven Stages            | Amanda Marsalis | Mark Goffman & Jesse McKeown    |
| 19 | 9         | 743                     | 743                         | Amanda Marsalis | Bronwyn Garrity & Robert Askins |
| 20 | 10        | Das Ende von etwas      | The End of Something        | Jeremy Webb     | Steve Blackman                  |
| Am 31. Juli 2020 wurden alle Folgen der Staffel bei Netflix veröffentlicht. |           |                         |                             |                 |                                 |

### Staffel 3
| Nr. (ges.)                                                                  | Nr. (St.) | Deutscher Titel                | Originaltitel                     | Regie         | Drehbuch                                |
| --------------------------------------------------------------------------- | --------- | ------------------------------ | --------------------------------- | ------------- | --------------------------------------- |
| 21                                                                          | 1         | Das ist die Familie            | Meet the Family                   | Jeremy Webb   | Steve Blackman & Michelle Lovretta      |
| 22                                                                          | 2         | Das größte Garnknäuel der Welt | The World’s Biggest Ball of Twine | Cheryl Dunye  | Jesse McKeown                           |
| 23                                                                          | 3         | Der verlorene Sohn             | Pocket Full of Lightning          | Cheryl Dunye  | Robert Askins                           |
| 24                                                                          | 4         | Kugelblitz                     | Kugelblitz                        | Sylvain White | Aeryn Michelle Williams                 |
| 25                                                                          | 5         | Ein ethisches Dilemma          | Kindest Cut                       | Sylvain White | Elizabeth Padden                        |
| 26                                                                          | 6         | Marigold                       | Marigold                          | Jeff F. King  | Lauren Otero                            |
| 27                                                                          | 7         | Auf Wiedersehen                | Auf Wiedersehen                   | Kate Woods    | Michelle Lovretta                       |
| 28                                                                          | 8         | Hochzeit zum Weltuntergang     | Wedding at the End of the World   | Paco Cabezas  | Jesse McKeown & Aeryn Michelle Williams |
| 29                                                                          | 9         | Sieben Glocken                 | Seven Bells                       | Paco Cabezas  | Robert Askins                           |
| 30                                                                          | 10        | Oblivion                       | Oblivion                          | Jeff F. King  | Steve Blackman & Robert Askins          |
| Am 22. Juni 2022 wurden alle Folgen der Staffel bei Netflix veröffentlicht. |           |                                |                                   |               |                                         |

### Staffel 4
| Nr. (ges.)                                                                   | Nr. (St.) | Deutscher Titel                                         | Originaltitel                                   | Regie        | Drehbuch                                                                                       |
| ---------------------------------------------------------------------------- | --------- | ------------------------------------------------------- | ----------------------------------------------- | ------------ | ---------------------------------------------------------------------------------------------- |
| 31                                                                           | 1         | Die unsägliche Tragödie, wenn man bekommt, was man will | The Unbearable Tragedy of Getting What You Want | Jeremy Webb  | Steve Blackman & Jesse McKeown                                                                 |
| 32                                                                           | 2         | Jean und Gene                                           | Jean and Gene                                   | Jeremy Webb  | Molly Nussbaum & Robert Askins Idee: Molly Nussbaum, Robert Askins & Jesse McKeown             |
| 33                                                                           | 3         | Der Tintenfisch und das Mädchen                         | The Squid and the Girl                          | Paco Cabezas | Aeryn Michelle Williams & Elizabeth Padden                                                     |
| 34                                                                           | 4         | Die Säuberung                                           | The Cleanse                                     | Paco Cabezas | Lauren Otero & Thomas Page McBee                                                               |
| 35                                                                           | 5         | Sechs Jahre, fünf Monate und zwei Tage                  | Six Years, Five Months, and Two Days            | Neville Kidd | Jesse McKeown & Andrew Raab Idee: Robert Askins, Christopher High, Jesse McKeown & Andrew Raab |
| 36                                                                           | 6         | Das Ende vom Anfang                                     | End of the Beginning                            | Paco Cabezas | Jesse McKeown, Robert Askins, Christopher High & Steve Blackman Idee: Jesse McKeown            |
| Am 8. August 2024 wurden alle Folgen der Staffel bei Netflix veröffentlicht. |           |                                                         |                                                 |              |                                                                                                |

## Rezeption

### Kritiken
Basierend auf der Auswertung von 277 Kritiken weist Rotten Tomatoes für die vier Staffeln der Serie eine durchschnittliche Positivquote von 78 Prozent aus. Diese ergibt sich aus den für die Staffeln 1 bis 4 ermittelten Wertungen von 77 Prozent, 91 Prozent, 91 Prozent und 55 Prozent (Stand Ende 2024).

### Zuschauerzahlen
Am 16. April 2019 gab Netflix bekannt, dass die erste Staffel innerhalb eines Monats von 45 Millionen Haushalten zu mindestens 70 % angesehen worden war. Damit war die Show die dritterfolgreichste Serie für Netflix im Jahr 2019. Die zweite Staffel wurde von über 43 Millionen Haushalten für mindestens zwei Minuten gestreamt und erreichte damit Platz 6 der meistgesehenen Serien im Jahr 2020 auf Netflix. Einem Nielsenreport zufolge wurde die zweite Staffel allein in den USA in der ersten Woche nach Erscheinen über 3 Milliarden Minuten angesehen und war damit mit Abstand die meistgesehene Serie in dem Zeitraum.

### Auszeichnungen
Die erste Episode der ersten Staffel wurde 2019 in der Kategorie One-Hour Contemporary Single-Camera Series mit dem Art Directors Guild Award ausgezeichnet. Insgesamt gewann die Serie 7 Auszeichnungen sowie 39 Nominierungen, darunter 6 Primetime-Emmys.